# Adrián González (fotbollsspelare)
Adrián González Morales, född 25 maj 1988 i Madrid i Spanien, är en spansk fotbollsspelare som spelar för Real Zaragoza.
Han är son till Real Madrid-legenden Míchel.